# Teresa Garcia-Rivera
Teresa Garcia Rivera, née le 13 janvier 1958 à Mexico et décédée le 31 janvier 2019 à Aywaille, est thérapeute mexicaine. Elle est l'une des représentantes du courant de la thérapie brève, dite approche de Palo Alto.

## Biographie
Teresa Garcia-Rivera obtient une licence en langue anglaise et en littérature anglophone à Cambridge en 1976. Puis elle réalise une double maitrise en psychologie clinique et sciences de l'éducation en 1981 à l'Université Libre de Bruxelles. Elle fait ensuite un séjour au Mental Research Institute of Palo Alto et se forme à l'hypnose ericksonienne.
En 1987, elle participe à la création de l'institut Gregory Bateson à Liège dont elle est la directrice générale jusqu'en 2008.
En 2003, Teresa contribue à la création de l'Association européenne de thérapie brève et stratégique.

## Publications

### Ouvrages
- À la recherche de l’École de Palo Alto, avec Jean-Jacques Wittezaele, Éditions du Seuil, Paris 1992,  (ISBN 2757842102)[3].
- Stratégies de changement ; 16 prescriptions thérapeutiques, avec Claude de Scorraille, Grégoire Vitry, Bernardo Paoli, Olivier Brosseau, préface de Terry Soo-Hoo, éditions ERES, 3 janvier 2020,  (ISBN 9782749263656).
- Palo Alto se livre, entretiens au cœur de l'approche systémique, avec Marie Le Gall, Satas éditions, 2017,  (ISBN 9782872931774)

### Articles et chapitres d'ouvrages
- « L’approche clinique de Palo Alto » avec Jean-Jacques Wittezaele dans Mony Elkaïm (dir.), Panorama des thérapies familiales, Éditions du Seuil, Paris 1997.
- « Les émotions en thérapie brève stratégique » in Hypnose et thérapies brèves, numéro spéciale « 20 ans de l’IGB », France 2008.
- « La dépression comme signal de changement nécessaire à l’adaptation » avec Sylvie MAS, septembre 2010, Hypnose et thérapies brèves, France 2008.
- Interdisciplinary Cooperation in Critical Conflict Situations: Understanding and Use of Emotional Dynamics, avec Sylvie MAS, Françoise Thieullent, Systemica 2011.
- « Palo Alto à l’école  avec Michel Vidal, Ministère de l’Agriculture – Communautés Européennes, France 2014.
- « La thérapie brève systémique face à la crise » Santé mentale, n°204, janvier 2016.
- « Some Brief Strategic Systemic Therapy Techniques for Couple’s Therapy », in Brief Strategic and Systemic Therapy European, n°1 2004. ISSN 1826-3992.
- « Dyades et Triades infernales » , in Jean-Jacques Wittezaele (dir.), La Double contrainte : l’influence des paradoxes de Bateson en sciences humaines, Éditions De Boeck, Bruxelles 2008.